# Революционная коммунистическая лига (Франция)
Революцио́нная коммунисти́ческая ли́га (фр. Ligue communiste révolutionnaire, LCR) — бывшая французская троцкистская политическая организация, действовавшая в 1969—2009 годах. Являлась французской секцией Воссоединённого Четвёртого интернационала. Издавала еженедельную газету «Rouge» и журнал «Critique communiste». Считалась ведущей организацией крайних левых во Франции начала XXI века. Самораспустилась для создания Новой антикапиталистической партии.

## История

### «Революционная коммунистическая молодежь» и «Красный май»
Французские троцкисты из Международной коммунистической партии (МКП) имели влияние в Союзе коммунистических студентов (СКС), главой которого был в начале 1960-х годов Ален Кривин. Под руководством Кривина был создан Университетский антифашистский фронт (Front Universitaire Antifasciste), задачей которого является борьба со сторонниками ОАС в Латинском квартале Парижа и в других местах. В 1965 году на конгрессе СКС сторонники Алена Кривина, являвшиеся левым крылом СКС, начали борьбу за «право на образование тенденций» и «последовательную десталинизацию ФКП». В следующим, 1966, году все они были исключены из компартии и создали организацию «Революционная коммунистическая молодёжь» (РКМ, Jeunesse Communiste Révolutionnaire).
Лидер МКП Пьер Франк приветствовал создание РКМ и оказывал новой организации всяческую поддержку. Организация ориентировалась на формирование во Франции новой авангардной партии. Сама РКМ не претендовала на роль подобной партии, но считала, что может сыграть важную роль в её создании, чтобы разрешить «тот исторический кризис революционного руководства, о котором говорил Троцкий». Численность организации в период её формирования составляла порядка 120 человек. Однако к началу 1968 года в РКМ состояло уже около 2 000 членов. Хотя основную массу активистов составляли студенты и учащиеся, в ней также было значительное число служащих, молодых рабочих и других категорий населения. Организация имела серьёзное влияние в лицеях, на некоторых факультетах, особенно, в Нантере, а также в Национальном комитете защиты Вьетнама.
РКМ и её ведущие лидеры, — Ален Кривин, Даниэль Бенсаид, Марк Кравец и другие, — принимали активное участие в Майских событиях 1968 года во Франции. РКМ была одним из инициаторов проведения многочисленного митинга 3 мая во дворе Сорбонны, строительства баррикад 10 мая и фактически руководила захватом Сорбонны в ночь с 13 на 14 мая. Парижская газета «Le Monde» писала о роли организации в этих событиях, в частности: «… РКМ, имевшая наибольшее число активистов, сыграли определенную роль в мобилизации и вдохновении, которые эксперты считают решающим. Это было, в первую очередь, продемонстрировано на шествиях НССФ во время главных демонстраций». По окончании революционных событий РКМ была запрещена решением правительства и вынуждена была осуществлять подпольную деятельность.

### Коммунистическая лига
В 1969 году происходит объединение РКМ и МКП, которая также была запрещена правительственным указом, в Коммунистическую лигу (КЛ, Ligue Communiste), ставшую официальной французской секцией Четвёртого интернационала. В апреле 1969 года состоялся учредительный съезд КЛ, на котором присутствовало около 300 делегатов. Вскоре после этого, в мае 1969 года, КЛ выставила Алена Кривина в качестве своего кандидата на проходивший во Франции президентских выборах. Кривин получил более 230 000 голосов, или чуть больше 1 %.
Многие лидеры организации принимали активное участие в событиях 1968 года, в связи с чем они продолжали иметь влияние в студенческой среде. В тот период лига концентрировалась в своей деятельности на кампанию против войны во Вьетнаме. Эта деятельность привела к кратковременному аресту нескольких лидеров КЛ, в частности, Пьера Франка, Мишель Кривин (жены Алена Кривина) и других. Кроме того, активисты организации протестовали против преследований чешских диссидентов, против преследований режимом Франко баскских сепаратистов, а также проводили демонстрации солидарности в палестинцами. В июне 1971 года КЛ совместно с группой «Рабочая борьба» (РБ) провела демонстрацию в честь 100-летия Парижской коммуны.
В мае 1971 года в Руане прошёл второй конгресс КЛ. На нем присутствовало около 500 делегатов и наблюдателей, включая 45 наблюдателей из организаций в 27 странах мира. Примечателен возрастной состав участников конгресса — более 65 % были младше 25 лет. Около 25 % участников были рабочими, 43 % — преподавателями, 43 % — студентами. Третий съезд КЛ состоялся в декабре 1972 года. На нем 287 делегатов представляли около 5 000 членов организации. В марте 1973 года КЛ и РБ участвовали в первом туре всеобщих выборов. Организации распределили своих кандидатов по различных избирательным округам, чтобы не создавать конкуренции. Всего обе организации получили порядка 100 000 голосов.
Коммунистическая лига часто подвергалась преследованиям со стороны правительства Жоржа Помпиду. В 1971 году Шарль Мишло, исполнительный редактор «Rouge», и издатель Франсуа Масперо, вступивший тогда в КЛ, были оштрафованы на суммы, эквивалентные порядка 1 300 долларов. В октябре 1971 года в связи с демонстрацией у посольства США были арестованы 17 членов Политбюро КЛ, в их числе Даниэль Бенсаид, Анри Вебер, Шарль Мишло и другие. Другой лидер КЛ Пьер Руссе был заключен в тюрьму по обвинению в соучастии в передаче «материалов, которые могут быть использованы при производстве взрывчатых веществ» для революционных групп в Латинской Америке.
В 1973 году КЛ была запрещена французским правительством. Причиной этому послужила демонстрация, организованная Лигой 21 июня в Париже, против встречи в здании «Мутюалите» (Mutualité) ультраправой организации «Новый порядок». Во время демонстрации произошли стычки левых с полицией. Ален Кривин и другой лидер КЛ Пьер Руссе были арестованы. Организации на некоторое время пришлось уйти в подполье. В 1974 году активистами запрещенной КЛ был учрежден Революционный коммунистический фронт (РКФ, Front Communiste Révolutionnaire). Ален Кривин выставлялся от РКФ кандидатом на президентских выборах 1974 года. Однако эти выборы были не очень удачными — Кривин набрал всего 0,39 % или 93 990 голосов избирателей.

### Основание Революционной коммунистической лиги
В декабре 1974 года прошел первый конгресс Революционной коммунистической лиги, основу которой составили активисты РКФ. Второй конгресс РКЛ состоялся в январе 1977 года. В организационных тезисах второго конгресса отмечалось, что «хотя РКЛ и приобрела определенный вес в крайней левой, она является организацией, не достаточно укорененной в рабочем классе». В 1979 году была учреждена молодёжная организация РКЛ — «Революционная коммунистическая молодёжь».
В июне 1980 года прошел 4-й конгресс РКЛ. На нем обсуждались такие вопросы, как будущие президентские выборы 1981 года, «строительство РКЛ» и новый устав. На президентских выборах 1981 года РКЛ не выставляла своего кандидата. Лига призывала голосовать за Арлетт Лагийе («Рабочая борьба») или Жоржа Марше (Французская коммунистическая партия) в первом туре и Франсуа Миттерана (Соцпартия) во втором.

### Революционная коммунистическая лига и правительство Франсуа Миттерана
Пятый конгресс РКЛ состоялся в декабре 1981 года. Он проходил уже после победы социалиста Миттерана на президентских выборах и парламентских выборов 1981 года, на которых Соцпартия получила абсолютное большинство депутатских мест — 266 из 491. Вместе с депутатами ФКП (44 места) традиционные левые партии получали таким образом 310 мест, что составляло 2/3 депутатского корпуса Национального собрания. Пятый конгресс принял резолюцию, в которой говорилось: «Это правительство не является буржуазным, как другие, в связи с тем, что Соцпартия и ФКП имеют подавляющее большинство и трудящиеся, при поддержке которых было выбрано это правительство, будут контролировать его в своих интересах». В резолюции также говорилось, что имеет место «обострение конфликта между жестким курсом нового правительства… и надеждами на избирательное большинство рабочих партий со стороны трудящихся, в большей степени почувствовавших собственную власть». Однако затем РКЛ стала более критически относится к этому блоку.
Пятый конгресс отметил революционный потенциал в имеющейся ситуации и сравнивал её с ситуацией июня 1936 года. На конгрессе утверждалось, что «существует перспектива конфронтации между пролетариатом и буржуазией, которая со временем приведет к революционной ситуации во Франции, хотя и не представляется возможным предсказать её ритм, глубину и продолжительность». На конгрессе утверждалось, что организационной задачей РКЛ является «общий поворот к промышленности» с целью повышения влияния в организованном рабочем движении. В профсоюзном движении Франции активисты РКЛ преимущественно действовали в контролировавшейся коммунистами Всеобщей конфедерации труда и Французской демократической конфедерации труда. Лидеры ФДКТ отмечали, что внутри их конфедерации существует активное меньшинство сторонников РКЛ, которое создает трудности для руководства, так как занимает самые «крайние» позиции. Хотя в руководстве ФДКТ не было членов РКЛ, они были сильны в некоторых местных ячейках конфедерации.
Ставший в 1981 году премьер-министром социалист Пьер Моруа взял курс на национализацию, децентрализацию государственной власти, сокращение рабочей недели, снижение пенсионного возраста, отмену смертной казни и др. Однако в 1983 году происходит изменение курса правительства в сторону рыночной экономики. Эти изменения связывают с именем Лорана Фабиуса, который в 1981 году занял пост министра бюджета, а в 1984 году премьер-министра Франции. Одними из проявлений этой политики становится отмена индексации заработной платы, замораживание роста зарплаты служащих государственного сектора и другие меры.
В связи с этим РКЛ приходит к мнению, что это правительство поддерживает капитал, и отмечает «закат ФКП» («déclin du PCF») и «социал-либеральную» трансформацию Социалистической партии. В контексте этих событий происходит шестой конгресс РКЛ в январе 1984 года. На конгрессе отмечается необходимость строительства революционной партии и возможность единства с Международной коммунистической организацией Пьера Ламбера и «Рабочей борьбой».
В 1986 году на парламентских выборах побеждают правые и премьерское кресло занимает лидер голлистов Жак Ширак. На проходивших в 1988 году президентских выборах РКЛ решает поддержать кандидатуру Пьера Жюкена, исключённого из ФКП и пользовавшегося также поддержкой Объединённой соцпартии. Президентом был вновь переизбран Миттеран, а Жюкен получил всего 639 133 голоса (или 2,1 %).
В 1988 году активисты РКЛ во главе с Кристофом Агитоном сыграли важную роль в основании радикального профсоюза Sud-PTT. Этот и ряд похожих автономных профсоюзов, отказавшихся выбирать между ВКТ и Форс увриер и с 1981 года объединившихся в «Группу десяти», в 1998 году трансформировались в профсоюзное объединение Solidaires (также известное под аббревиатурой SUD: Solidaires Unitaires Démocratiques — «Солидарные, унитарные, демократические»).

### Революционная коммунистическая лига в 1990—2000-е годы
1990-е годы были отмечены кризисом для левых по всему миру. РКЛ ориентируется на создание новой партии рабочего класса. Выдвигается лозунг: «Новая эпоха, новая программа, новая партия» («Nouvelle époque, nouveau programme, nouveau parti»). Этот лозунг подразумевал, что «новая эпоха», ознаменованная падением Берлинской стены и распадом «социалистического лагеря», будет эпохой продолжения классовой борьбы, новых войн, революций и кризисов, а, следовательно, новых революций. «Новая программа» должна учитывать новые стратегии к переходу к социализму в условиях капиталистической глобализации. Центральным аспектом «новой программы» должна стать социалистическая демократия. Это должно привести к созданию «новой партии» — широкой антикапиталистической партии, в которую должны войти все, кто придерживается левых ценностей и хочет бороться против капитализма.
В 2000-е годы РКЛ активно участвовала в движении мировых социальных форумов, за введение налога Тобина. РКЛ работала со многими левыми группами, такими как, например, АТТАК и профсоюз SUD, несмотря на то, что обе организации независимы от политических партий (и включают в себя членов с разными политическими взглядами). В течение этого периода РКЛ и «Рабочая борьба» выставляли совместные списки на выборах различных уровней — муниципальных, всеобщих и европейских. В частности, на выборах 1999 года в Европарламент список РКЛ и РБ получил поддержку более чем 900 000 избирателей, что дало организациям 5 депутатских кресел.
После массовых кампаний против политики правительства в 2005 году, выводившей на улицу миллионы людей, возникла идея формирования избирательного альянса радикальных левых. Однако, этот вопрос был достаточно дискуссионным. Эта идея возникла после совместного участия двух организаций в удачной компании «Нет!» во время референдума по европейской конституции в 2005 году. Взаимоотношения между организациями улучшились с тех пор, как к руководству ФКП пришла Мари-Жорж Бюффе.

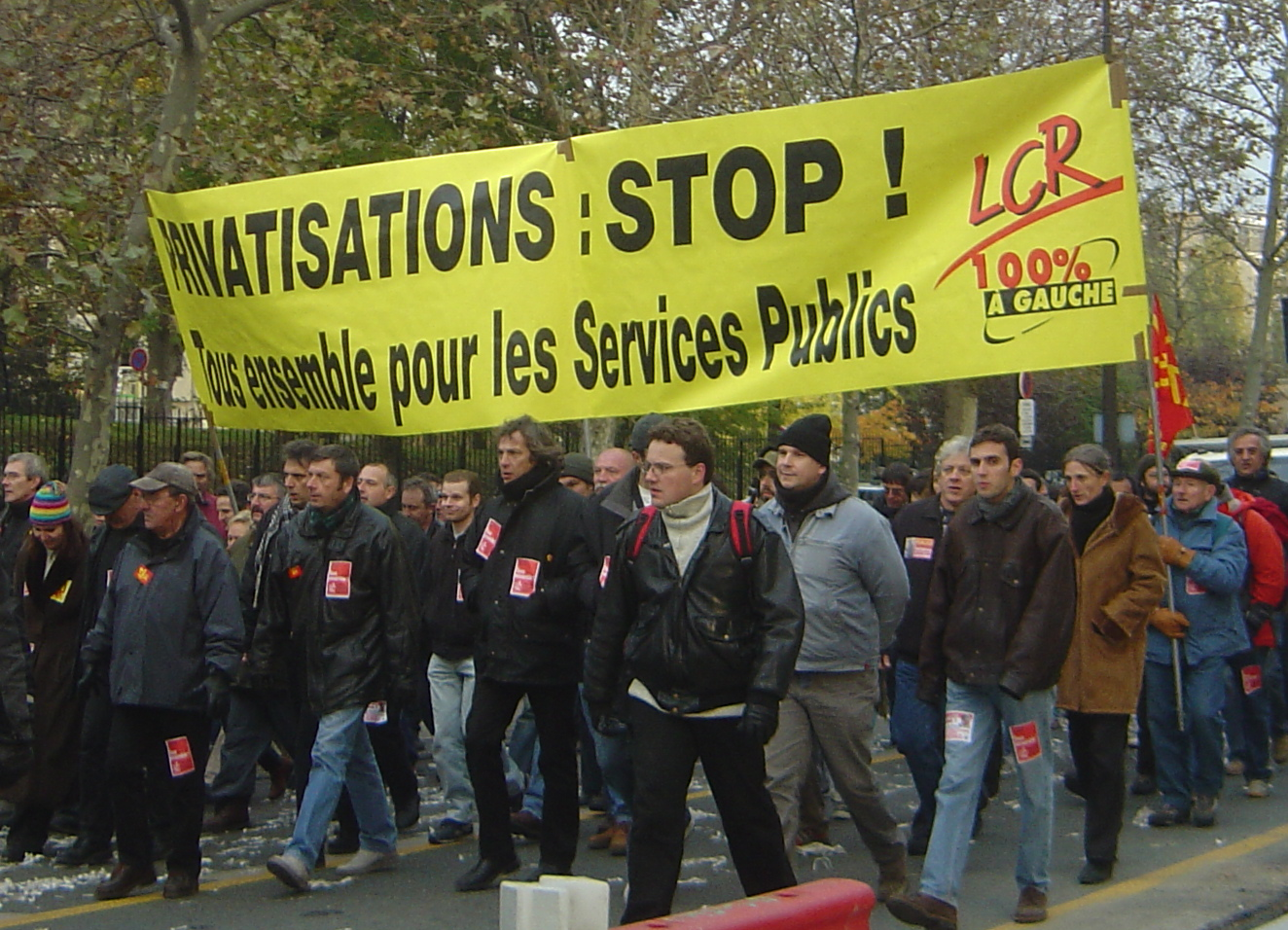
LCR на рабочей демонстрации за общественный сектор и против приватизации (2005).

На президентских выборах 2002 года кандидат РКЛ Оливье Безансно набрал 4,25 % голосов. Таким образом, ультралевые (РКЛ, «Рабочая борьба» и Партия трудящихся) набрали в сумме более 10 % голосов. Второй тур выборов предполагал голосование за двух победивших в первом туре кандидатов — правого Жака Ширака и ультра-правого Жан-Мари Ле Пена. Большинство левых голосовали тогда за Ширака. РКЛ не требовала воздерживаться от участия в выборах. Компания Лиги во втором туре заключалась в «минимуме голосов за Ле Пена». Эта компания была начата под слоганом: «Побить Ле Пена на улицах и у избирательных урн». Меньшинство организации было настроено оппозиционно к этому слогану, полагая, что это фактически является призывом голосовать за Ширака. Во время президентских выборов 2007 года кандидатом от РКЛ опять был Оливье Безансно, получивший около 4,08 % в первом туре.
На муниципальных выборах в марте 2008 года кандидаты РКЛ сумели завоевать 71 место в муниципальных органах власти. В нескольких городах и коммунах Франции Лига получила поддержку более 10 % избирателей: Орейлан (департамент Верхние Пиренеи) — 17,8 %, Кимперль (департамент Финистер) — 15,0 %, Соттвиль-де-Руайен (департамент Сена Приморская) — 14,8 %, Клермон-Ферран — 13,8 %, Лоувьерс (департамент Эр) — 10,4 %, Лормон (департамент Жиронда) — 10,38 %. Примерно в 109 городах и коммунах Лигу поддержало более 5 % избирателей.

### Роспуск РКЛ и создание Новой антикапиталистической партии
После выборов президентских выборов 2007 года, победу на которых одержал Николя Саркози, среди левых, в том числе и РКЛ, началась дискуссия о формировании левой альтернативы новому правительству. 2007—2009 годы были отмечены резким подъемом забастовочной и протестной волны. Летом 2007 года решение о запуске проекта новой антикапиталистической партии было принято Национальным руководством РКЛ. В январе 2008 года проходит 17-й конгресс РКЛ, на котором звучит обращение к созданию Новой антикапиталистической партии (фр. Nouveau parti anticapitaliste, NPA). В качестве её членской базы рассматривались левые и социальные активисты, молодежь. Обращение поддержало большинство съезда РКЛ. В нем говорилось:

«Создадим партию, которая объединит в себе опыт борьбы прошлых лет и современный опыт, опыт борьбы рабочих, альтерглобалистов, интернационалистов, экологов, феминистов, антифашистов. Партию, борющуюся против эксплуатации, против всех видов угнетения и дискриминации, за человеческое, индивидуальное и коллективное освобождение. Построим интернациональную партию, которая откажется от грабительской политики по отношению к странам Юга и от воинственной логики Франции, ЕС и США. Независимую партию, которая, в отличие от Социалистической партии, откажется от совместного правления в рамках существующей системы. Партию, не идущую на какие-либо уступки капитализму и господствующему классу. Демократическую партию, задачей которой будет — позволить людям самим управлять мобилизацией, чтобы уже завтра они сами управляли всем обществом и экономикой».
В конце июня 2008 года проходит национальная конференция НПА. На конференции присутствует около тысячи делегатов, представляющих около 300 комитетов за учреждение НПА. Новая встреча состоялась в ноябре того же года. В ней участвовали представители уже около 400 комитетов. 5 февраля 2009 года в Париже прошел 18-й конгресс РКЛ, на котором большинство делегатов проголосовали за роспуск РКЛ. На следующий день, 6 февраля, начал свою работу учредительный съезд Новой антикапиталистической партии.

## Организация

### Высшие органы
Высшим органом лиги являлся конгресс, на котором выбиралось Национальное руководство (Direction Nationale de la LCR) из 100 человек и более узкое Политбюро (Bureau politique de la LCR). К последнему периоду деятельности РКЛ наиболее известными членами высшего руководства являлись: Даниэль Бенсаид, Франсуа Сабадо, Франсуа Дюваль (François Duval), Патрик Тамерлэн (Patrick Tamerlan), Ингрид Айе (Ingrid Hayes). Кроме того, Ален Кривин, Розелин Вашетта (Roseline Vachetta) и Оливье Безансно являлись официальными публичными представителями РКЛ.

### Издания
Лигой издавалось большое количество печатной продукции — газет, журналов, брошюр, книг и т. д. В частности, на момент самороспуска РКЛ издавала газету «Rouge», теоретические журналы «Critique communiste» и «Contretemps». Ранее также издавались журналы «Cahiers de la taupe» (1974—1979), «Cahiers du féminisme» (1978—1998), «Critique de l’économie politique» (1970—1985), «Quatrième internationale» (издавался до 1975 и в 1980—1988). С 1974 года лигой также издавался международный франкоязычный журнал «Inprecor». В изданиях РКЛ после её создания сотрудничали многие представители молодой леворадикальной интеллигенции, в том числе иллюстратор Пьер Вяземски. Лига имела собственное издательство «Editions La Brèche», которое находится в парижском пригороде Монтрёй. В настоящее время ресурсы лиги используются Новой антикапиталистической партией.

### Международные отношения
РКЛ являлась французской секцией Четвертого интернационала, одним из учредителей объединения «Европейские антикапиталистические левые». Также лига поддерживала отношения с российским Социалистическим движением «Вперёд», ставшим затем секцией Четвертого интернационала. В 2006 году Ален Кривин приезжал в Москву, где выступал на Втором съезде движения.

### Национальные конгрессы
Конгресс «Революционной коммунистической молодежи»
- 1-й — 24—27 мая 1967, Париж, Франция[22].

Конгрессы Коммунистической лиги
- 1-й — 5—8 апреля 1969, Мангейм, Германия[22];
- 2-й — 29—31 мая 1971, Руан, Франция[22];
- 3-й — 6—10 декабря 1972, Версаль, Франция[22].

Конгрессы Революционной коммунистической лиги
- 1-й, учредительный — 19—22 декабря 1974, Сен-Гратьен, Франция[8][22];
- 2-й — январь 1977, Париж, Франция[22][23];
- 3-й — январь 1979, Сен-Гратьен, Франция[22];
- Чрезвычайный — 1—4 ноября 1979, Л’Ай-ле-Роз, Франция[22];
- 4-й — июнь 1980[10][22];
- 5-й — декабрь 1981[10][22];
- 6-й — декабрь 1983[22];
- 7-й — 1985[22];
- 8-й — 1987[14][22];
- 9-й — 1990[22];
- 10-й — 1992[22];
- 11-й — 16—19 июня 1994[22];
- 12-й — ?
- 13-й — январь—февраль 1998[22];
- 14-й — 1—4 июня 2000[14][22];
- 15-й — 30 октября — 2 ноября 2003, Сен-Дени, Франция[14][22][24][25];
- 16-й — 19—22 января 2006, Сен-Дени, Франция[14][22][26];
- 17-й — 24—27 января 2008[22][27];
- 18-й — 5 февраля 2009, Сен-Дени, Франция[27][28].